# Hyperkeratosis lenticularis perstans
Die Hyperkeratosis lenticularis perstans, nach ihrem Erstbeschreiber Heinz Flegel (1958) auch als Morbus Flegel oder Flegelsche Krankheit bezeichnet, ist eine seltene Hauterkrankung. Sie wird wahrscheinlich autosomal-dominant vererbt und zählt entsprechend zu den Genodermatosen. Auch ein sporadisches Auftreten ist möglich. Betroffen sind überwiegend Männer (Androtropie) in der zweiten Lebenshälfte, bei denen meist an den Beinen hyperkeratotische weißliche oder rötlich–braune Papeln auftreten. Als ursächlich wird eine Störung der Keratinozyten-Proliferation angenommen. Die therapeutischen Optionen umfassen u. a. Cremes mit 5-Fluorouracil oder Glukokortikoiden, pflegende Hautcremes sowie im Einzelfall auch die systemische Anwendung von Acitretin.